# Franziskanerkirche und Kloster St. Michael

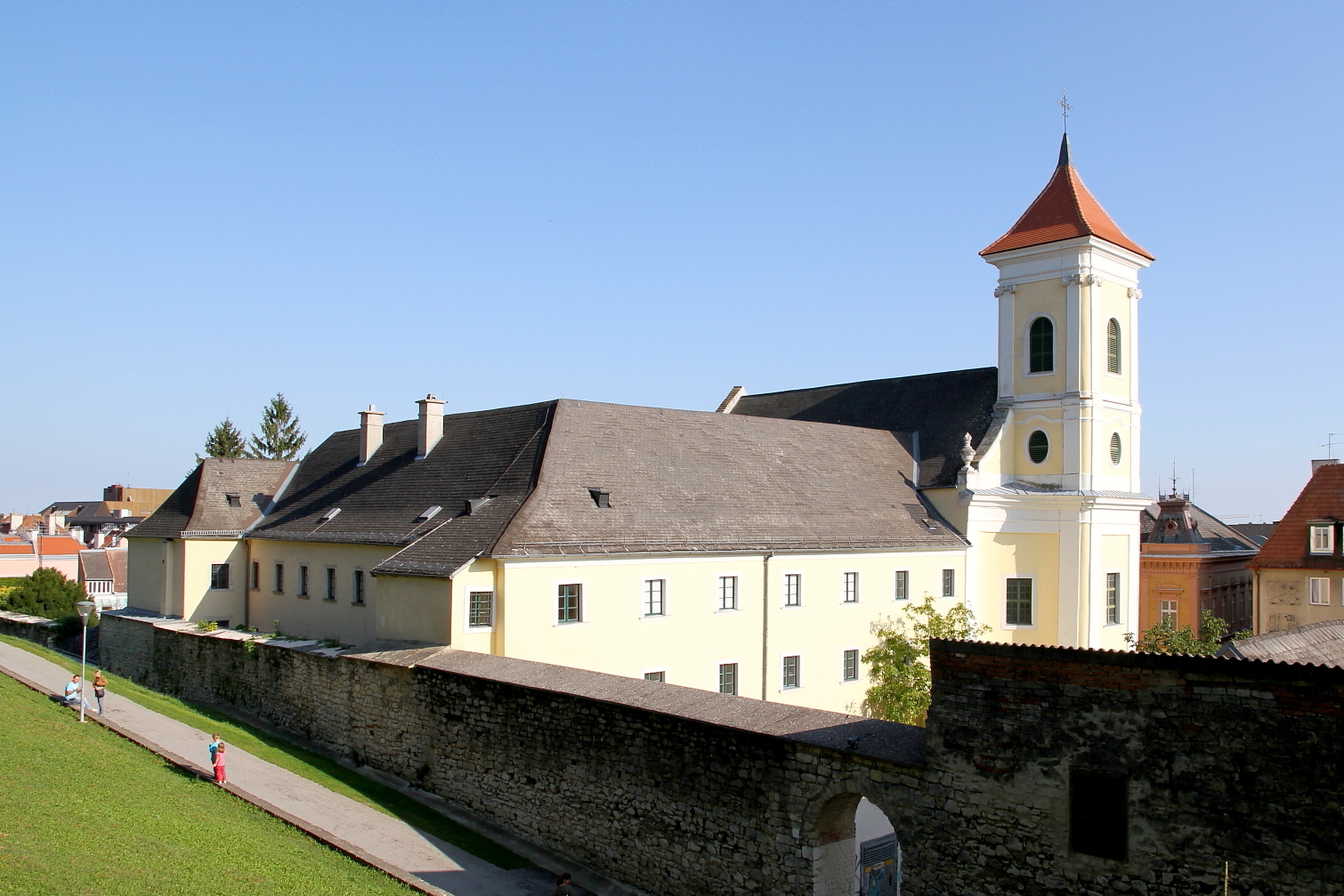
Franziskanerkloster und Kirche hl. Michael (2011)

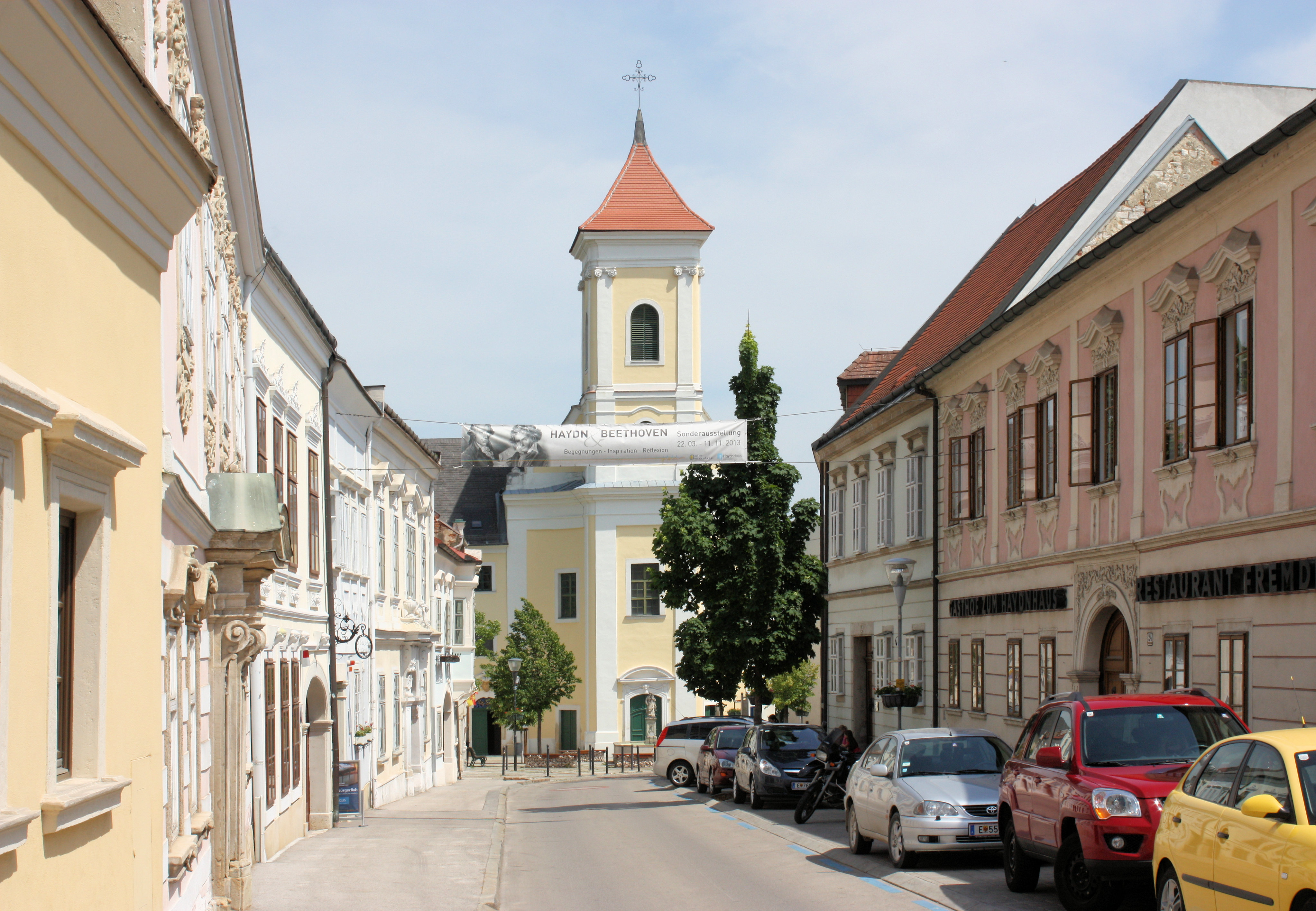
Franziskanerkirche, von Joseph-Haydn-Gasse aus gesehen

Die Franziskanerkirche und das Kloster St. Michael ist ein denkmalgeschütztes Gebäude der Franziskaner (OFM) in Eisenstadt im Burgenland. Kirche und Kloster wurden ab 1625 errichtet, zu den wesentlichen Aufgaben der Mönche zählte neben der seelsorglichen Tätigkeit auch die Betreuung der von Fürst Paul I. Esterházy de Galantha 1705 gestifteten Grablege der Esterházy. Seit 1980 wird ein Teil der Klostergebäude als Museum der Diözese Eisenstadt genutzt.

## Geschichte

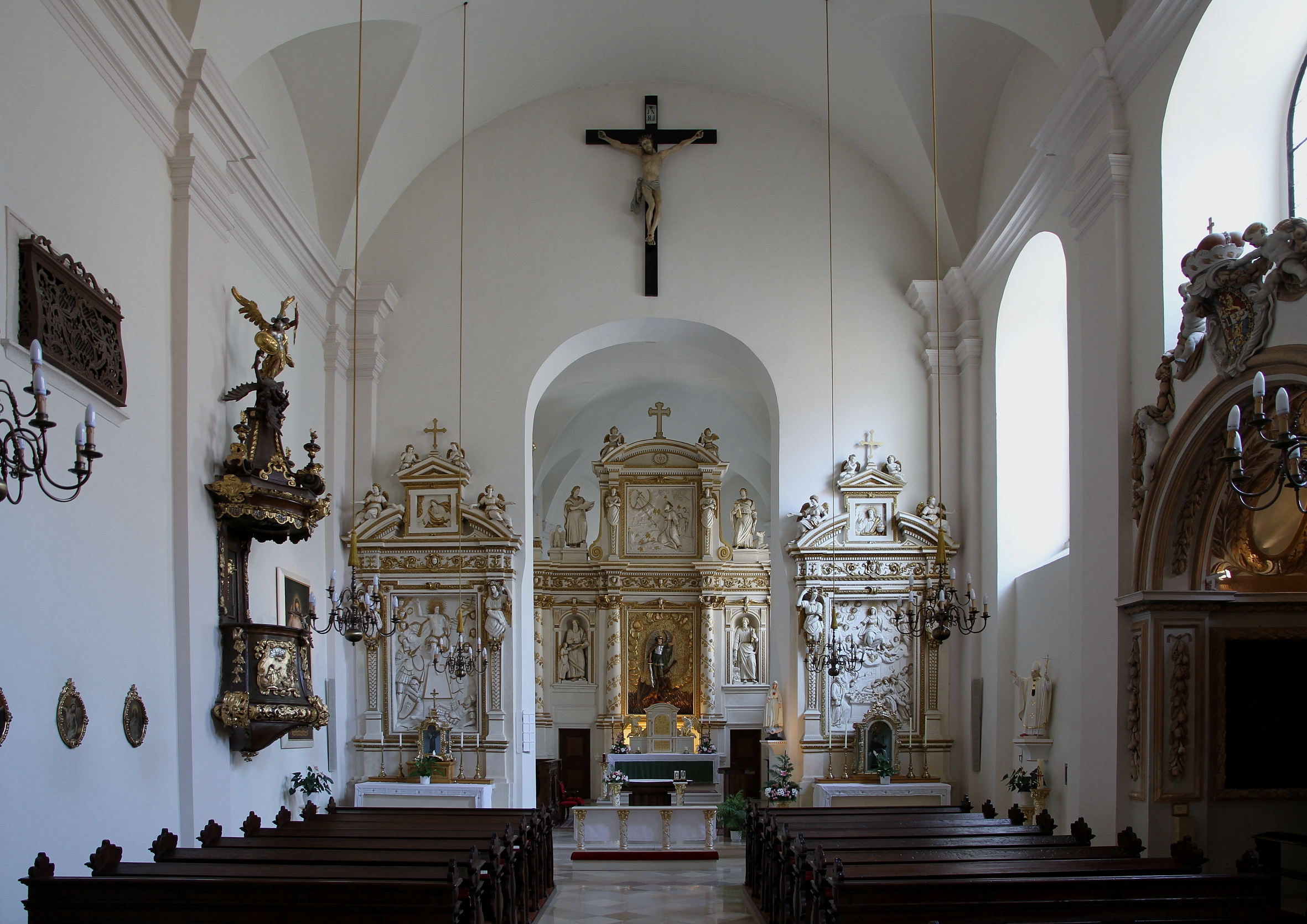
Inneres der Franziskanerkirche, Blick nach Osten

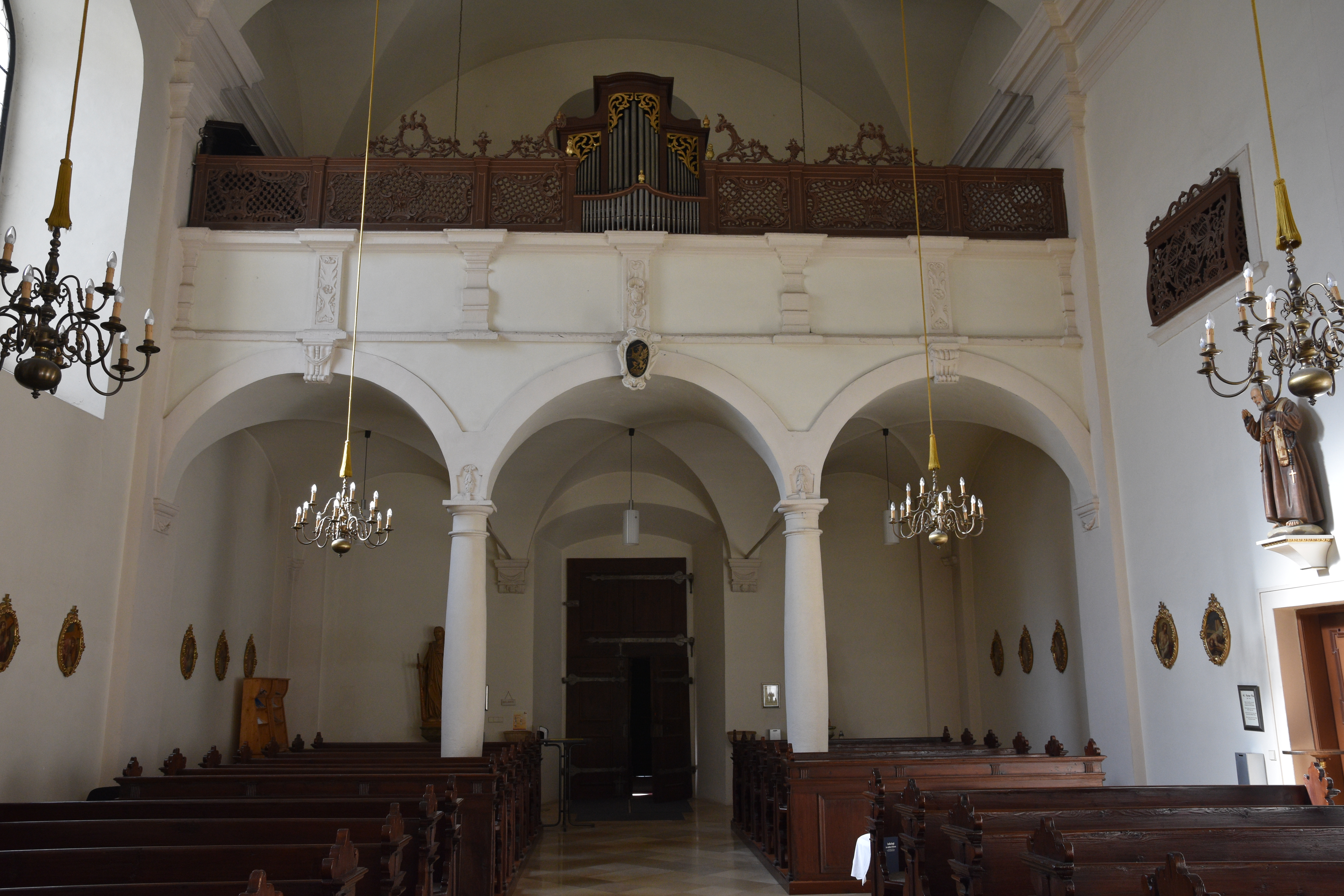
Inneres der Franziskanerkirche, Blick nach Westen

Am heutigen Standort befand sich ein Minoritenkloster mit der Kirche zum heiligen Johannes Evangelist, die 1529 im Zuge der Ersten Wiener Türkenbelagerung zerstört wurden. Der Platz blieb verödet bis Graf Nikolaus Esterházy 1625 ein Franziskanerkloster stiftete. Von 1625 bis 1629 wurde das Kloster nördlich an die unter Einbeziehung gotischer Bauteile neu errichtete Franziskanerkirche in der Mittelachse der Joseph-Haydn-Gasse gebaut und 1630 geweiht.
Gegen Ende des 17. Jahrhunderts sind Renovierungsarbeiten am Klostergebäude nachweisbar, die wohl in Verbindung mit der 1687 bis 1690 erfolgten Umgestaltung der Esterházy-Gruft und der St.-Josephi-Gruft durchgeführt wurden. Bei den Stadtbränden von Eisenstadt im 18. Jahrhundert, besonders 1768 und 1776, erlitten auch die Franziskanerkirche und das Kloster St. Michael größere Schäden, die Fürst Nikolaus I. als Patronatsherr beheben ließ. 1770 wurde von Stephan Dorfmeister das Refektorium mit Ölgemälden und Fresken geschmückt; u. a. mit Darstellungen des letzten Abendmahls sowie des Hl. Antonius von Padua und des Hl. Franziskus. Von 1777 bis 1778 erfolgte anstelle des Dachreiters der hochbarocke Neubau des Westturmes der Kirche.
Von 1856 bis 1857 wurde die Familiengruft der Esterházy im Osttrakt des Klosters durch Franz Storno sen. im neogotischen Stil ausgebaut. 1898 erfolgte eine umfassende Innenrenovierung der Kirche durch Franz Storno jun., von 1958 bis 1959 eine weitere Innenrenovierung. 1971 wurde eine Außenrenovierung und Adaptierung des Klosters durchgeführt, in den 1990er Jahren erneut eine Innenrenovierung, an die sich 2002 bis 2004 die Restaurierung des Westturms und die Außenrenovierung der Kirche anschloss.
Guardian des Klosters war ab 1940 Pater Kapistran Pieller. Er schloss sich der Widerstandsgruppe „Antifaschistische Freiheitsbewegung Österreichs“ an und stellte regimefeindliche Flugblätter her. Im August 1943 wurde er verhaftet und im August 1944 zum Tod verurteilt; nach einem Todesmarsch von Wien nach Stein an der Donau am 15. April 1945 wurde er in der dortigen Haftanstalt mit 43 weiteren Verurteilten erschossen.
Im Jahr 2018 gab der Franziskanerorden bekannt, dass das Kloster noch im selben Jahr an die Diözese Eisenstadt übergeben würde, nachdem die letzten zwei Patres das Kloster verlassen haben. Die Kirche wird seither vom Kalasantinerorden betreut.

## Klosterkirche

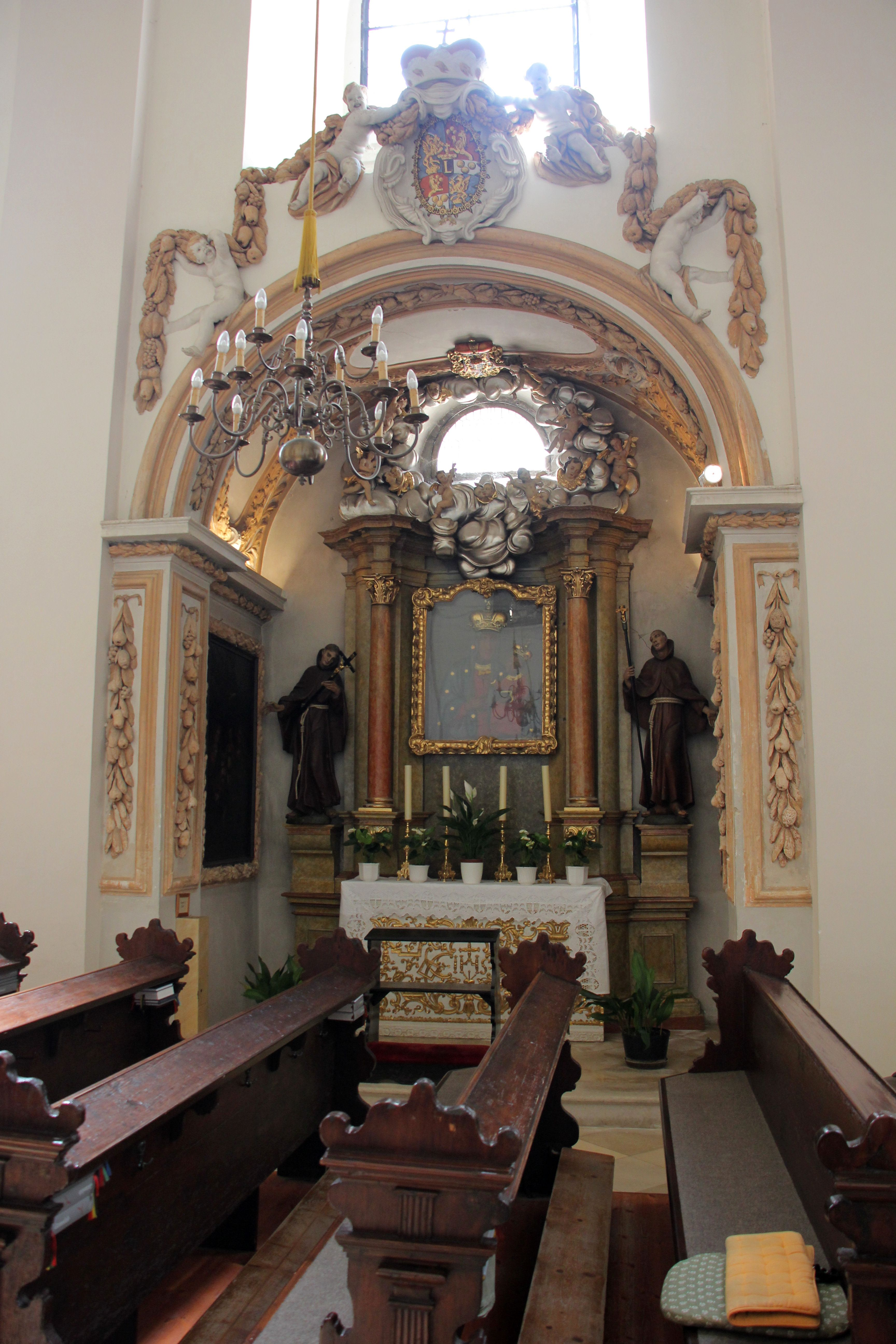
Seitenkapelle mit Kopie des Gnadenbildes von Tschenstochau

Die Klosterkirche präsentiert sich als Saalraum mit eingezogenem dreijochigem Chor, von dem ein Joch und die Apsis durch den Hochaltar abgetrennt sind und als Beichtkapelle verwendet werden. Nordöstlich dieser Beichtkapelle schließt die heutige Sakristei an. Im Inneren der Kirche findet sich eine wertvolle Ausstattung aus der Zeit ihrer Weihe um 1630: Der frühbarocke Hochaltar mit der Darstellung des Hl. Michael wird an den Triumphbogenpfeilern von zwei frühbarocken Seitenaltären, die in Stucktechnik gearbeitet sind, flankiert. Geschaffen wurden alle drei Altäre von italienischen Künstlern, die ausschließlich im höfischen Bereich tätig waren. Um das Jahr 1705 wurden unter der Kirche zusätzlich zu den bereits bestehenden Grüften der Esterházy und der St.-Josephi-Bruderschaft drei weitere Grüfte errichtet: die St.-Antoni-Gruft für die höheren Beamten des Esterházy'schen Hofstaates, die St.-Franzisci-Gruft für die im Kloster lebenden Franziskanermönche und die St.-Michaeli-Gruft.
Über Fensteröffnungen verfügt der Kirchenraum nur im Süden, da im Norden die Klostergebäude angebaut sind. Ebenfalls im Süden schließt eine mit Stuckdekorationen versehene Seitenkapelle an das Langhaus an. Sie wurde in der zweiten Hälfte des 17. Jahrhunderts errichtet und trägt über ihrem Zugang das fürstliche Wappen der Esterházy; das Altarbild dieser Kapelle ist eine Nachbildung des Gnadenbildes von Tschenstochau. An der nördlichen Innenwand der Kirche befindet sich im Chor das Oratorium der Familie Esterházy, unmittelbar darunter eine ehemals zur Sakristei führende Tür; im Langhaus sind zwei weitere Oratorien mit hölzernen Rokokogittern, die Rokoko-Kanzel sowie eine zum Kreuzgang führende Tür zu beachten. Die dreiachsige Westempore mit gerader Brüstung ruht auf toskanischen Säulen;  die dort mittig aufgestellte Orgel stammt von 1760. Ein weiteres erwähnenswertes Element der Kirche ist das Gestühl auf der Westempore von 1630.

## Esterházy-Gruft
Die Gruft der fürstlichen Familie Esterházy besteht aus einer im neogotischen Stil gehaltenen oberirdischen dreischiffigen Pfeilerhalle mit darunter liegender Krypta und befindet sich nördlich der Kirche im Osttrakt des Klosters, wobei die Apsis der Pfeilerhalle aus der Ostwand des Gebäudes hervorragt. Die Esterházy-Gruft ist nur vom Kreuzgang des Klosters aus zu betreten und üblicherweise von einem zweiflügeligen hölzernen Portal verschlossen, durch welches man in die erwähnte Pfeilerhalle und zu ihrer zweiarmigen Treppe gelangt; bei Bedarf erlaubt eine an diesem Portal angebrachte moderne Glastür den Blick in die Pfeilerhalle. In der Klosterkirche selbst sind keinerlei Grabsteine des Fürstenhauses oder sonstige Hinweise auf die Existenz dieser Grablege zu sehen.
Eine Umgestaltung der wahrscheinlich schon 1625 bis 1629 gemeinsam mit dem Kloster erbauten ersten Gruft der Esterházy erfolgte in den Jahren 1687 bis 1690. 1705 wählte Fürst Paul I. († 1713) den Bereich unter dem einstigen Altar der Schmerzhaften Muttergottes, der Maria „Königin der Engel“ geweiht war, als Grabstätte. Von 1856 bis 1857 wurde die Esterházy-Gruft durch Franz Storno als neogotische dreischiffige Pfeilerhalle mit zwei Jochen und sechs hohen Maßwerkfenstern ausgebaut. Wie aus dem Grundriss des Klosters aus der Zeit unmittelbar vor 1856 zu ersehen ist, wurden zur Errichtung dieser Pfeilerhalle drei im Erdgeschoß des Klosters gelegene und bisher von den Franziskanermönchen genutzte Räume in die Gruft einbezogen, nämlich das bisherige Refektorium, die bisherige Totenkapelle und die bisherige Sakristei. 1989 erfolgte eine Renovierung und 1990 bis 1991 eine erneute Erweiterung der Gruft, wobei die bisher in den beiden Nebenschiffen der Pfeilerhalle aufgestellten älteren Särge der Esterházy umgebettet und an ihrer Stelle zwei Doppelpodeste aus weißem Marmor für künftige Bestattungen errichtet wurden.
Die Pfeilerhalle besitzt nach Osten hin einen Dreiachtelschluss und ist vom Kreuzgang aus über eine zweiarmige Treppe zu betreten, welche vom Portal in 14 Stufen auf das Bodenniveau führt. Diese Treppe wird von zwei Marmorplastiken flankiert, von denen die südliche vermutlich Fürst Paul II. († 1762) und die nördliche seine Gemahlin Maria Anna Louisa (aus der Familie Lunatti-Visconti) darstellt. Im Mittelschiff der Pfeilerhalle ist der – wohl nach einem Entwurf von Charles de Moreau gefertigte – Sarkophag des Fürsten Nikolaus II. († 1833) ähnlich einem Altartisch an die Ostwand angebaut. Er besitzt eine halbkreisförmige Inschrifttafel aus rotem Marmor; die Grabinschrift ist eingehauen, vergoldet und vom Fürstenwappen überhöht. An der Wand oberhalb des Sarkophags hängt, von hohen Maßwerkfenstern flankiert, ein Kruzifix mit lebensgroßem Korpus. An Fürst Nikolaus II. und seine Gemahlin Maria Hermengilde von Liechtenstein († 1845) erinnert in der Gruft außerdem ein Gedenkstein in Form einer großen querrechteckigen Rotmarmorplatte mit eingehauener, vergoldeter Inschrift und einem runden Bronzerelief, der kurz nach dem Tod der Fürstin angefertigt wurde. Dieser Gedenkstein befindet sich heute im südlichen Nebenschiff der Pfeilerhalle, wo er an der Westwand aufgestellt ist.
Im Bereich zwischen dem Sarkophag des Fürsten Nikolaus II. und der zweiarmigen Treppe steht im Mittelschiff der Pfeilerhalle die reich gestaltete, rotmarmorne Tumba der Fürsten Paul I. († 1713) und Joseph I. († 1721). Auf ihrer Oberseite sitzen vier trauernde Putti aus weißem Marmor; ein aus grauem Marmor gearbeitetes Relief in der Mitte des Deckels zeigt in Reliefdarstellungen den Gekreuzigten, die Hl. Maria, die Hl. Maria Magdalena und den Hl. Johannes sowie eine Inschrifttafel in Form einer geöffneten Schriftrolle. Die im Auftrag des Fürsten Paul eingemeißelte Grabinschrift lautet: „In diesem Grab bestattet liegt Paul Estoras Palatin und Fürst des Reiches. Nachdem er im Frieden und Krieg schwitzte und fror, hat er sich für seinen Leib diese Ruhestätte gewählt, seine sündhafte Seele dem Allmächtigen empfehlend, hofft er, ewig im Reiche Gottes zu leben, mit Hilfe der lieben Gottesmutter Maria, in welche er nach Jesus all seine Hoffnung setzte. Wenn du, Wanderer, Frömmigkeit im Herzen hast, so sage: Gott gebe ihm ewige Ruhe, was dir Gott vergelte.“ Eine weitere bemerkenswerte Inschrifttafel befindet sich zwischen den beiden Armen der Treppe zum Kreuzgang, während eine Reihe kleinerer Gedenktafeln auch an den übrigen Wänden der Gruft angebracht wurde.
Die sterblichen Überreste der Fürsten Michael I. († 1721), Paul II. († 1762), Nikolaus I. († 1790), Anton I. († 1794), Paul III. († 1866), Nikolaus III. († 1894) und Paul IV. († 1898) sowie der meisten ihrer Ehefrauen ruhen ebenfalls in der fürstlichen Gruft.
Zuletzt wurden Fürst Paul V. († 1989 in Zürich) und seine Witwe Melinda († 2014) in der Gruft beigesetzt, ihre Metallsarkophage stehen seither auf dem Doppelpodest im südlichen Nebenschiff der Pfeilerhalle. Mit Ausnahme des bei Fertőd begrabenen Fürstenpaares Nikolaus IV. († 1920) und Margit († 1910) sind alle bisherigen Träger des Fürstentitels aus der Familie Esterházy im Eisenstädter Franziskanerkloster bestattet. Die Gruft der fürstlichen Familie ist für die Öffentlichkeit nicht zugänglich.

## Diözesanmuseum
1980 wurde im zweiten Stock des Franziskanerklosters das Diözesanmuseum eingerichtet und in den darauf folgenden Jahren die Schausammlung ständig erweitert. In jährlich wechselnden Sonderausstellungen werden Themen beleuchtet wie burgenländische Kirchengeschichte und kirchliche Kulturgeschichte wie Wallfahrten, Heiligenverehrung, Kirchenmusik, Glasfenster oder Volksfrömmigkeit.